# جورين
جورين قرية في ناحية شطحة التابعة لمنطقة السقيلبية في محافظة حماة في سورية.
تقع قرية جورين في أقصى الشمال الغربي لمحافظة حماة وتبعد عن مدينة حماة 97 كم وهي تتبع إدارياً لمنطقة الغاب.

## عدد السكان والقرى التابعة
بلغ عدد سكان قرية جورين والمزارع التابعة لها حسب قيود السجل المدني 9673 نسمة حتى تاريخ 30 كانون الثاني 2011. تتبع لها القرى والمزارع التالية: ناعور جورين - عين سليمو – عين سليمو الفوقى – قرية عين سليمو النموذجية – خراب الشيخ – خراب قيطازو – عرزيلات – عين جورين – سكرّي – جب الغار. يعمل معظم سكانها بالزراعة وتربية المواشي.

## الميزات السياحية
تعتبر قرية جورين عقدة مواصلات تربط بين ثلاث محافظات هي إدلب – حماة – اللاذقية.
تؤدي إلى مدينة صلنفة السياحية. موقعها أسفل جبال اللاذقية وعلى الطرف الغربي لسهل الغاب يميزها بالينابيع الغزيرة والمتعددة والتي أهمها نبع ناعور جورين الذي يؤمن مياه الشرب لعدد كبير من القرى والمزارع.
تتميز بإطلالة قمة جبل الشعرا التي يرى منها البحر غرباً وسهل الغاب شرقاً ولواء اسكندرون شمالاً.
وهناك قلعة ميرزا الأثرية القابعة على قمة الجبل الذي يعلو بحيرة ناعور جورين التي يصل إليها طريق واحد من خلال قرية ناعور جورين. تتميز أيضاً بالغابات العذراء على السفح الشرقي لجبال اللاذقية ضمن الحدود الإدارية لمجلس قرية جورين.